# Truskolasy
Truskolasy ist eine Ortschaft der Gemeinde Wręczyca Wielka im Powiat Kłobucki in der Woiwodschaft Schlesien in Polen. 2008 hatte sie 2044 Einwohner. Truskolasy liegt etwa elf Kilometer südwestlich von Kłobuck und 68 Kilometer nördlich der schlesischen Hauptstadt Katowice.

## Geschichte

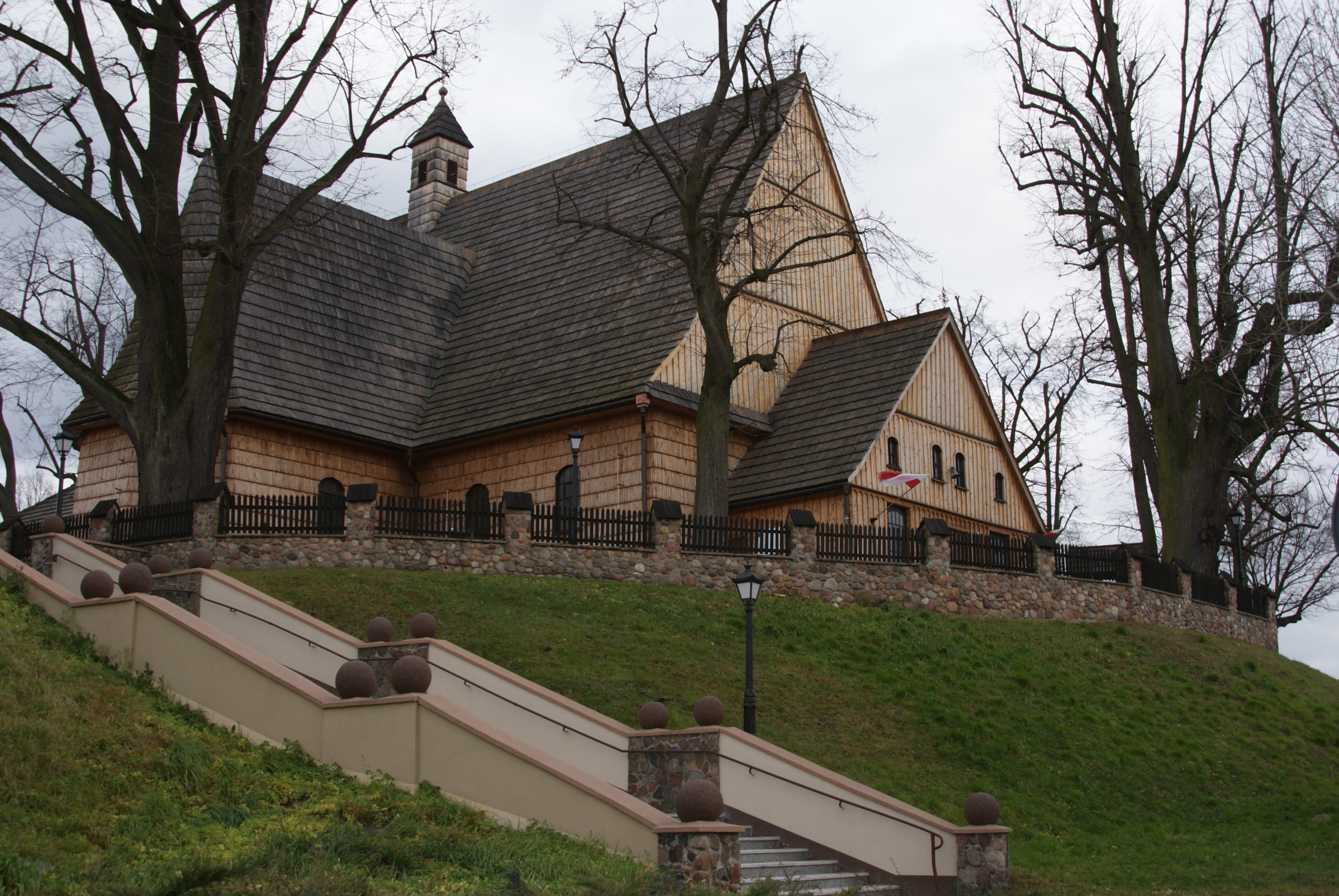
Die erhaltene hölzerne Kirche aus dem 18. Jahrhundert

Erstmals erwähnt wurde die Gemeinde im Liber beneficiorum dioecesis Cracoviensis des Historikers und Geographen Jan Długosz sowie später in einem Dokument der Provinz Krakau aus dem Jahre 1564. Aus dem frühen 18. Jahrhundert existiert heute noch eine hölzerne Kirche.
Wegen nahegelegener Eisenerzvorkommen entwickelte sich in der Region schnell eine Bergbauindustrie und Metallurgie. Erhaltene Eisenkreuze aus dem frühen 19. Jahrhundert auf einem städtischen Friedhof zeugen von den Fertigkeiten der Ortsansässigen. Im 19. Jahrhundert etablierte sich darüber hinaus eine Fabrik für Esslöffel.
Das Dorf wurde großteils von Juden bewohnt, 1921 wurden derer 266 gezählt. Im September 1939 wurde etwa die Hälfte des Dorfes von den Nationalsozialisten niedergebrannt und 75 Menschen, überwiegend Juden, ermordet.

## Verkehr
Die Droga wojewódzka 494 (Woiwodschaftsstraße) verläuft durch den Ort.

## Sport
Der städtische Fußballverein Olimpia Truskolasy spielt in der vierthöchsten Liga des Landes.

## Persönlichkeiten
- Jakub Błaszczykowski (* 1985), Fußballspieler
- Jerzy Brzęczek (* 1971), Fußballspieler
- Jerzy Marchwiński (1935–2023), Pianist und Musikpädagoge